# 1895년 이탈리아 총선
1895년 이탈리아 총선은 이탈리아 하원 508인을 선출하기 위한 첫 선거로 1895년 5월 26일 1차 투표, 6월 2일 2차 투표가 치러졌다. 역사적 좌파 진영이 508석 중 334석을 차지하여 원내 제1당이자 거대 여당 지위를 유지하였다.
1882년 이탈리아 총선 이래 한 선거구당 2~5석의 중선거구제로 시행되었다.

## 상세

### 크리스피 내각의 시칠리아 소요 사태 진압
1893년 12월 시칠리아의 파시 시칠리아니가 일으킨 소요 사태와 방카 로마나 스캔들로 위기에 처한 조반니 졸리티 내각이 공공질서 회복을 위해 무력을 행사하면서 프란체스코 크리스피를 총리로 모셔야 한다는 의원들의 인식이 제기되었다. 그러나 정작 조리티 총리 본인도 시칠리아 봉기 사태를 진압하는 과정에서 총기 사용을 금지하는 등 특별히 강압적인 조치를 취하지 않았다. 그럼에도 현지 지방당국은 폭력사태가 빠르게 확산하는 상황 속에서 총기 사용 금지 조치를 무시하였고 1893년 12월에는 농민 시위대가 경찰과 진압군과의 충돌로 92명이 목숨을 잃는 사태가 벌어졌다. 시위 과정에서 관청은 물론 세율 인하 및 폐지에도 가격인하를 거절한 제분소와 빵집도 불에 타고 말았다.
결국 1893년 12월 15일 조반니 졸리티 총리는 사퇴하고 프란체스코 크리스피가 새 총리가 되어 내각을 꾸렸다. 이듬해 1894년 1월 3일 크리스피 총리는 시칠리아 전역에 비상사태를 선포하였다. 이후 이탈리아 예비군 4만 명이 소집되어 로베르토 모라 디 라브리아노 장군의 지휘에 따라 진압에 나섰다. 진압군은 주동자 처형을 비롯한 극단적인 무력사용을 통해 과거의 질서를 되찾았다. 루니자나의 무정부주의자와 공화주의자의 연대 봉기도 진압되었다.
시칠리아 내 파시 세력에 대한 진압은 뒤이어 적극적인 탄압으로 바뀌었다. 이탈리아 정부는 파시 운동의 주모자 뿐만 아니라 가난한 농부, 학생, 학자, 동조자는 물론 언젠가 그 세력에 동조할 것으로 의심되는 사람들까지 체포하였으며, 그 가운데 대다수는 별다른 증거 없이 체포되기 일쑤였다. 비상사태 선포 이래 투옥된 시위대의 수감사유는 보잘것없는 수준으로 단순히 "아나키즘 만세" (Viva l'anarchia)나 "국왕은 물러나라"라고 외쳤다는 혐의로 잡혀들어가기도 했다. 1894년 4월~5월 팔레르모에서 파시 중앙위원회에 대한 재판이 열렸고 이는 파시 시칠리아니 운동의 종말을 알리는 결정타가 되었다.

### 이후의 수습과 총선 승리
1894년 6월 16일 무정부주의자 파올로 레가가 크리스피 총리를 총으로 암살하려는 시도가 벌어졌으나 실패로 돌아갔다. 6월 24일에는 이탈리아 무정부주의자가 프랑스의 카르노 대통령을 암살하는 사건이 벌어졌다. 아나키즘에 대한 경계심이 늘어난 분위기 속에서 크리스피 총리는 1894년 7월 무정부주의자는 물론 사회주의자도 함께 대상으로 묶은 일련의 '반 아나키즘법'을 제정하여, 집단적인 증오선동에 강력한 처벌을 내리고 경찰에 예비 체포권이나 추방권한을 확충하도록 하였다.
크리스피 총리는 1892년~1893년 이탈리아 재정위기와 방카 로마나 스캔들로 인해 극심하게 흔들렸던 이탈리아의 국가신용 회복을 위해 시드네이 소니노 재무장관이 제안한 적극적인 구제정책을 꾸준히 지지해 나갔다. 이 시기 크리스피 총리는 자신의 교권반대주의 성향에도 불구하고 교황과의 관계 개선에도 필요성을 느껴 가톨릭교회에 대한 친화 행보를 보였는데 그 때문에 1894년 프리메이슨계 단체인 그란데 오리엔테 디탈리아 (Grande Oriente D'Italia)로부터 축출 협박을 받기도 했다.
이 시기 크리스피 총리와 원내 협력 관계였던 역사적 극좌 성향의 펠리체 카발로티는 시칠리아 소요사태에 대한 무타협 진압 정책이나 3국 동맹 내지는 에리트레아 식민지 포기 거부, 시드네이 소니노 재무장관 사퇴 거부 등을 이유로 결별을 선언하고 크리스피 총리를 향한 맹비난에 나섰다. 파올로 레가의 총리 암살 시도로 잠시 공격을 멈추었던 카발로티는 머지않아 총선을 앞두고 그 어느때보다 총공세에 나섰다. 하지만 1895년 총선에서 이러한 운동은 별다른 효과를 거두지 못했고 프란체스코 크리스피의 역사적 좌파 세력은 원내 압도적인 과반 의석수를 달성하였다. 그러나 불과 1년 뒤인 1896년 3월 제1차 이탈리아-에티오피아 전쟁에서 이탈리아군이 아드와에서 굴욕적인 패배를 당하고, 이탈리아 각지의 도시에서 폭동이 벌어진 것을 계기로 크리스피는 총리직에서 물러나게 된다.

## 참여 정당
| 정당 | 정당            | 성향     | 대표                        |
| ---- | --------------- | -------- | --------------------------- |
|      | 역사적 좌파     | 자유주의 | 조반니 졸리티               |
|      | 역사적 우파     | 보수주의 | 안토니오 스트라바 디 루디니 |
|      | 역사적 극좌     | 급진주의 | 펠리체 카발로티             |
|      | 이탈리아 사회당 | 사회주의 | 안드레아 코스타             |

## 선거 결과
|                                        |                 |           |        |           |        |
| 정당                                   | 정당            | 득표수    | %      | 의석수    | 변화   |
|                                        | 역사적 좌파     | 713,812   | 58.57  | 334 / 508 | +11    |
|                                        | 역사적 우파     | 263,315   | 21.61  | 104 / 508 | +11    |
|                                        | 역사적 극좌     | 142,356   | 11.68  | 47 / 508  | +20    |
|                                        | 이탈리아 사회당 | 82,523    | 6.77   | 15 / 508  | (신당) |
|                                        | 무소속          | 16,761    | 1.38   | 8 / 508   | -28    |
| 총합                                   | 총합            | 1,218,767 | 100.00 | 508       | 0      |
| 유효표                                 | 1,218,767표     | 97.02%    |        |           |        |
| 무효표                                 | 37,477표        | 2.98%     |        |           |        |
|                                        |                 |           |        |           |        |
| 총 투표수                              | 1,256,244표     | 100.00%   |        |           |        |
| 유권자 (투표율)                        | 2,120,185표     | 59.25%    |        |           |        |
| 출처: National Institute of Statistics |                 |           |        |           |        |